# Grüner Veltliner

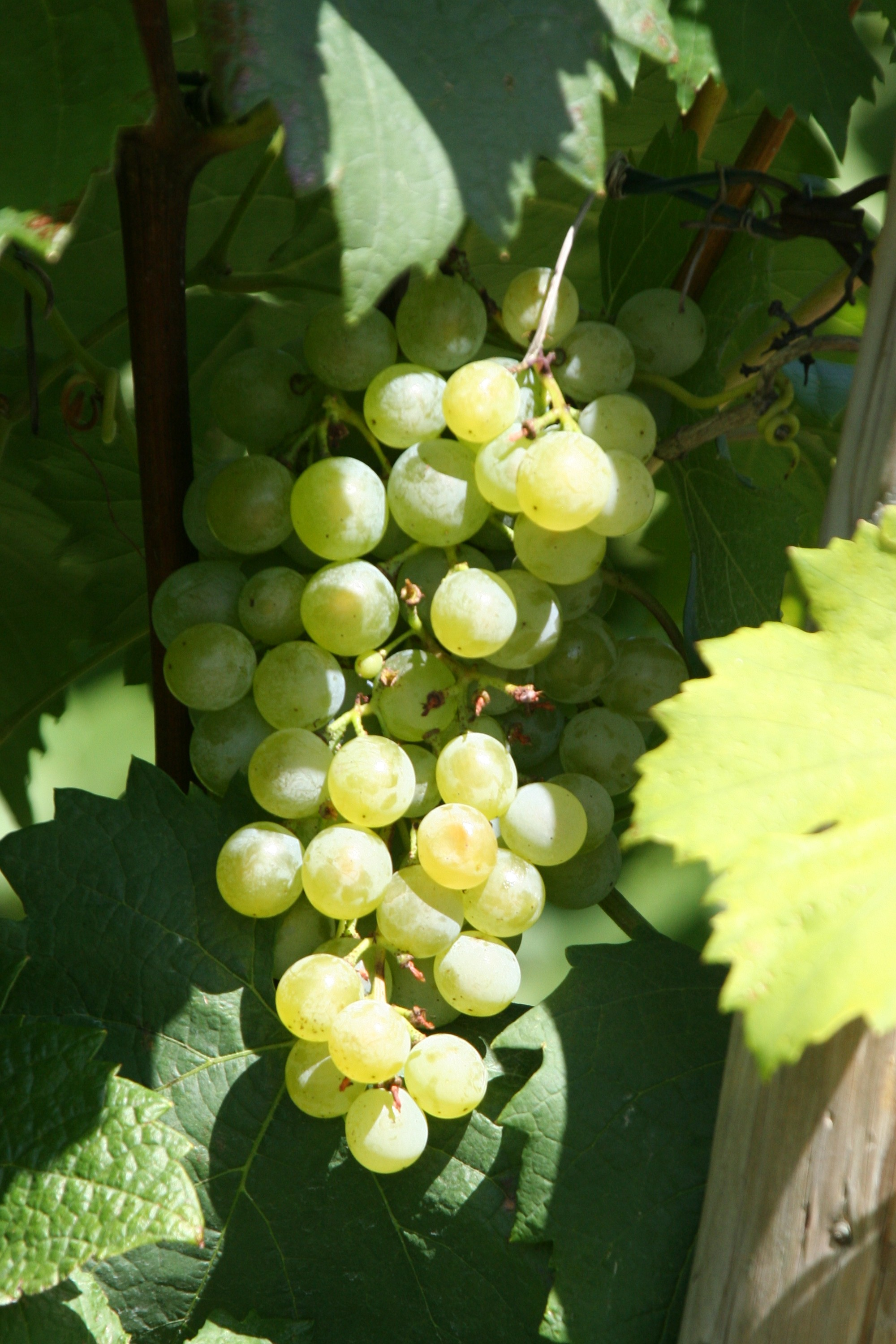
Cacho

Grüner Veltliner é uma casta uva branca da família da Vitis vinifera, que ocorre principalmente na Áustria, República Checa e Eslováquia.